# Ludvig Leple
Ludvig Leple, hrvatski bosanskohercegovački bivši nogometaš. Igrao za Željezničar iz Sarajeva. Odigrao jednu sezonu. Sezone 1921./22. Željezničar je igrao u rangu sarajevskog nogometnog podsaveza.